# King Tower
King Tower è un grattacielo a Shanghai, in Cina. 

## Caratteristiche
Alto 212 metri, l'edificio ha 38 piani ed è stato completato nel 1996. 
Il grattacielo fu l'edificio più alto della Cina nel 1996 fino a quando a Shenzhen venne completato il Shun Hing Square. Rimase comunque l'edificio più alto di Shanghai fino al completamento della Jin Mao Tower nel 1998.